# Solange Charest
Pour les articles homonymes, voir Charest.
Solange Charest, née à Amqui le 3 août 1950, est une femme politique canadienne, députée péquiste de la circonscription de Rimouski à l'Assemblée nationale du Québec.

## Biographie
Solange Charest a fait des études de sociologie à l'Université du Québec à Rimouski avant de compléter son parcours étudiant, en 1992, avec une maîtrise en communication publique à l'Université Laval.
Elle a été élue pour la première fois lors de l'élection générale québécoise de 1994 sous la bannière du Parti québécois dans la circonscription Rimouski. Elle est réélue aux élections de 1998 et de 2003. Le 7 septembre 2006, elle prend tout le monde par surprise en annonçant qu'elle ne sollicitera pas un nouveau mandat, n'ayant plus la motivation pour représenter ses électeurs.
Pendant ses mandats, elle a été whip adjointe du gouvernement du 12 mars 1996 au 28 octobre 1998 et du 9 décembre 1998 au 2 mars 1999, vice-présidente de la Commission de l'éducation du 4 mars 1999 au 22 novembre 2000 et de la Commission de l'administration publique du 23 novembre 2000 au 4 mars 2001, adjointe parlementaire au ministre d'État aux Régions du 21 mars 2001 au 28 février 2002 et à la vice-première ministre, ministre d'État à l'Économie et aux Finances et ministre de la Recherche, de la Science et de la Technologie du 13 mars 2002 au 29 avril 2003, ainsi que secrétaire d'État à la Recherche, à la Science et à la Technologie du 30 janvier 2002 au 29 avril 2003. 
Elle est récipiendaire, en 2005 et en 2010, de la Médaille de l'Assemblée nationale.